# Адам Бонецький
Адам Юзеф Фелікс Фредро-Бонецький гербу Бонча (пол. Adam Józef Feliks Fredro-Boniecki, 19 листопада 1842, с. Жидув — 24 червня 1909, Варшава) — польський правник, геральдик та генеалог. Автор відомого гербівника «Herbarz polski: wiadomości historyczno-genealogiczne o rodach szlacheckich», який не встиг повністю видати при житті.

## Життєпис
Народився 19 листопада 1842 року в с. Жидуві (нині у складі сільської гміни Киї (пол. Gmina Kije) Піньчівського повіту Свентокшиського воєводства). Батько — Фердинанд Ігнацій Фредро-Бонецький гербу Бонча (1803—1851), дідич Жидува в Келецькому воєводстві, мати — дружина батька Леонтина з графів Стадницьких (бл. 1810—1856), донька опочинського ловчого. Рано втратив батьків.
Навчався у шляхетському інституті у Варшаві, на юридичному факультеті Санкт-Петербурзького університету, який покинув під час повстання 1863—1864 років. Виїхав навчатися до Парижу, де 1865 року закінчив «École de droit», здобувши ступінь ліценціата права. Після повернення до Польщі увійшов до складу канцелярії Ради стану Королівства Польського, де був віцереферендарем. 1867 року почав працювати в Цивільному трибуналі у Варшаві на посаді судді-асесора. 1872 року подав у відставку та осів у селі.
Від батька успадкував маєток у селі Стравчинек Келецького повіту, але проживав у маєтку у Свідно Варшавського воєводства (нині у складі місько-сільська ґміни Могельниця Груєцького повіту Мазовецького воєводства), яке отримав від вуя, графа Міхала Стадницького. Продовжував брати активну участь у громадсько-політичному житті. Користувався повагою найближчого оточення, був обраний суддею спокою Груєцького повіту.
Помер 24 червня 1909 року у Варшаві. Головною працею, яку почав писати й видавати Адам Бонецький, була «Herbarz polski: wiadomości historyczno-genealogiczne o rodach szlacheckich», яку він не встиг завершити. Після смерти А. Бонецького розпочату роботу справу продовжив його товариш та співробітник Артур Рейський (пол. Artur Rejski), однак її перервала перша світова війна.

## Праці
- Kronika rodziny Bonieckich, 1875[1]
- Poczet rodów w Wielkiém Księstwie Litewskiém w XV i XVI wieku, 1887
- Herbarz polski: wiadomości historyczno-genealogiczne o rodach szlacheckich. Cz. 1 t. 1, 1899
- Herbarz polski: wiadomości historyczno-genealogiczne o rodach szlacheckich. Cz. 1 t. 2, 1900
- Herbarz polski: wiadomości historyczno-genealogiczne o rodach szlacheckich. Cz. 1 t. 3, 1900
- Herbarz polski: wiadomości historyczno-genealogiczne o rodach szlacheckich. Cz. 1 t. 4, 1901
- Herbarz polski: wiadomości historyczno-genealogiczne o rodach szlacheckich. Cz. 1 t. 5, 1902
- Herbarz polski: wiadomości historyczno-genealogiczne o rodach szlacheckich. Cz. 1 t. 6, 1903
- Herbarz polski: wiadomości historyczno-genealogiczne o rodach szlacheckich. Cz. 1 t. 7, 1904
- Herbarz polski: wiadomości historyczno-genealogiczne o rodach szlacheckich. Cz. 1 t. 8, 1905
- Herbarz polski: wiadomości historyczno-genealogiczne o rodach szlacheckich. Cz. 1 t. 9, 1906
- Herbarz polski: wiadomości historyczno-genealogiczne o rodach szlacheckich. Cz. 1 t. 10, 1907
- Herbarz polski: wiadomości historyczno-genealogiczne o rodach szlacheckich. Cz. 1 t. 11, 1907
- Herbarz polski: wiadomości historyczno-genealogiczne o rodach szlacheckich. Cz. 1 t. 12, 1908
- Herbarz polski: wiadomości historyczno-genealogiczne o rodach szlacheckich. Cz. 1 t. 13, 1909
- Herbarz polski: wiadomości historyczno-genealogiczne o rodach szlacheckich. Cz. 1 t. 14, 1911
- Herbarz polski: wiadomości historyczno-genealogiczne o rodach szlacheckich. Cz. 1 t. 15, 1912
- Herbarz polski: wiadomości historyczno-genealogiczne o rodach szlacheckich. Cz. 1 t. 16, 1913
- Herbarz polski: uzupełnienia i sprostowania do Cz. 1. Z. 1, 1901
- Herbarz polski: uzupełnienia i sprostowania do Cz. 1. Z. 2, 1902
- Herbarz polski: uzupełnienia i sprostowania do Cz. 1. Z. 3, 1902
- Herbarz polski: uzupełnienia i sprostowania do Cz. 1. Z. 4, 1906
- Herbarz polski: uzupełnienia i sprostowania do Cz. 1. Z. 5, 1906
- Herbarz polski: uzupełnienia i sprostowania do Cz. 1. Z. 6, 1906